# Степанівка (Миргородський район)
Степа́нівка (у XIX ст. ще звалось Грабщина) — село Миргородського району Полтавської області. Населення станом на 2001 рік становило 492 особи. Входить до складу Великобагачанської селищної громади.

## Географія
Село Степанівка знаходиться на відстані до 1,5 км від сіл Якимове, Багачка Перша та Стефанівщина. Селом протікає пересихаючий струмок із загатою.
Віддаль від центру громади — 15 км, від найближчої залізничної станції Гоголеве — 34 км.

## Історія
Село Степанівка виникло в першій половині XIX ст. і належало до Багачанської волості Миргородського повіту Полтавської губернії.
За переписом 1859 року у власницькому селі Степанівці було 12 дворів, 82 жителя.
Село було власністю заможного землевласника Стефановича Данила Яковича.
У 1861 році за сприяння і кошти Позена Михайла Павловича в селі була збудована дерев'яна церква.
На карті 1869 року поселення було позначене як хутір Стефанівщина.
За переписом 1900 року в селі Степанівка (Грабщина) Родионівської волості Хорольського повіту Полтавської губернії була Степанівська селянська громада, що об'єднувала 127 дворів, 998 жителів, була школа грамоти.
У 1912 році в селі Степанівці було 1032 жителя, діяла церковнопарафіяльна школа.
У січні 1918 року в селі розпочалась радянська окупація.
Станом на 1 лютого 1925 року село було центром Степанівської сільської ради Остапівського району Лубенської округи.
У 1932–1933 роках внаслідок Голодомору, проведеного радянським урядом, у селі загинуло 83 мешканця, в тому числі встановлено імена 8 загиблих.
З 16 вересня 1941 по 14 вересня 1943 року Степанівка була окупована німецько-фашистськими військами.
У 1957 році в селі було встановлено пам'ятники воїнам-односельцям, які полягли на фронтах Німецько-радянської війни, та на братській могилі радянських воїнів, загиблих 1943 року.
У 1958 році місцеві колгоспи ім. Ворошилова, ім. Дзержинського та ім. Будьонного об’єднали в один. Його вирішили назвати "Комунаром" на честь комуни "Червона левада", яка колись діяла у с. Стефанівщина. Господарство мало високі економічні показники, які визнавалися одними з кращих в районі, впевнено утримуючи лідируючі позиції протягом багатьох років.
У 1969 році в селі відкрили нову школу, яка працює дотепер.
До 2016 року орган місцевого самоврядування — Степанівська сільська рада.

## Відомі люди
- В селі народився Ганущенко Володимир Васильович (1922–1944) — Герой Радянського Союзу
- Фундатор дерев’яної Степанівської церкви Позен Михайло Павлович (1798–1871) — благодійник, статс-секретар, таємний радник

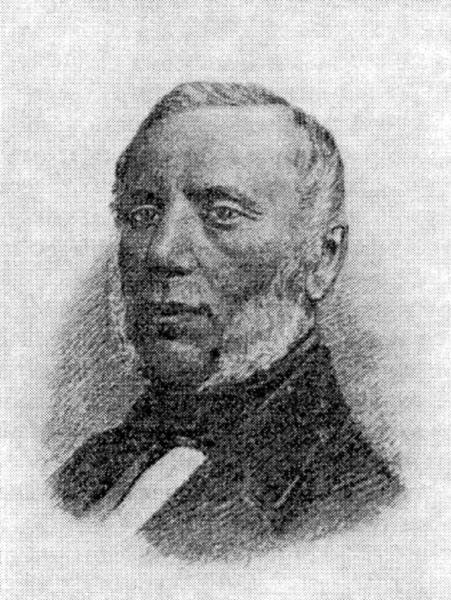
Позен Михайло Павлович

## Економіка
- ПП "Комунар"

## Об'єкти соціальної сфери
- Степанівська загальноосвітня школа І-ІІ ступенів
- Будинок культури
- Бібліотека

## Пам'ятки історії
- Пам'ятник В. І. Леніну
- Пам'ятник воїнам-односельцям, які полягли на фронтах Німецько-радянської війни
- Пам'ятник на братській могилі радянських воїнів, загиблих 1943 року
- Пам’ятна дошка та пам’ятник-погруддя на честь Героя Радянського Союзу В. В. Ганнущенка
- Пам’ятний знак жертвам Голодомору 1932–1933 років